# Draft NBA 1950
Il Draft NBA 1950 si è svolto il 25 aprile 1950 a Chicago, Illinois, in 12 giri con 121 giocatori selezionati. Questo è stato il primo draft dopo la fusione tra Basketball Association of America (BAA) e la National Basketball League (NBL). La prima scelta fu Chuck Share, sebbene Paul Arizin fu selezionato prima come scelta territoriale. Quattro futuri membri della Basketball Hall of Fame parteciparono a questo draft, Bob Cousy, Paul Arizin, George Yardley e Bill Sharman.

## Scelta territoriale
|  | = All-Star     |
|  | = Hall of Fame |

| Scelta | Giocatore       | Nazionalità | Squadra NBA           | Scuola/ex squadra |
| ------ | --------------- | ----------- | --------------------- | ----------------- |
|        | Paul Arizin     | Stati Uniti | Philadelphia Warriors | Villanova         |
|        | Wally Osterkorn | Stati Uniti | Chicago Stags         | Illinois          |

## Giocatori scelti al 1º giro
| Scelta | Giocatore       | Nazionalità | Squadra NBA            | Scuola/ex squadra |
| ------ | --------------- | ----------- | ---------------------- | ----------------- |
| 1      | Chuck Share     | Stati Uniti | Boston Celtics         | Bowling Green     |
| 2      | Don Rehfeldt    | Stati Uniti | Baltimore Bullets      | Wisconsin         |
| 3      | Bob Cousy       | Stati Uniti | Tri-Cities Blackhawks  | Holy Cross        |
| 4      | Dick Schnittker | Stati Uniti | Washington Capitols    | Ohio State        |
| 5      | Larry Foust     | Stati Uniti | Chicago Stags          | LaSalle           |
| 6      | Irwin Dambrot   | Stati Uniti | New York Knicks        | CCNY              |
| 7      | George Yardley  | Stati Uniti | Fort Wayne Pistons     | Stanford          |
| 8      | Bob Lavoy       | Stati Uniti | Indianapolis Olympians | Western Kentucky  |
| 9      | Joe McNamee     | Stati Uniti | Rochester Royals       | San Francisco     |
| 10     | Kevin O'Shea    | Stati Uniti | Minneapolis Lakers     | Notre Dame        |
| 11     | Don Lofgran     | Stati Uniti | Syracuse Nationals     | San Francisco     |

## Giocatori scelti al 2º giro
| Scelta | Giocatore       | Nazionalità | Squadra NBA            | Scuola/ex squadra   |
| ------ | --------------- | ----------- | ---------------------- | ------------------- |
| 12     | Chuck Cooper    | Stati Uniti | Boston Celtics         | Duquesne            |
| 13     | John Pilch      | Stati Uniti | Baltimore Bullets      | Wyoming             |
| 14     | Ed Dahler       | Stati Uniti | Philadelphia Warriors  | Duquesne            |
| 15     | Ed Gayda        | Stati Uniti | Tri-Cities Blackhawks  | Washington State    |
| 16     | Bill Sharman    | Stati Uniti | Washington Capitols    | Southern California |
| 17     | Herb Scherer    | Stati Uniti | New York Knicks        | Long Island         |
| 18     | Jim Riffey      | Stati Uniti | Fort Wayne Pistons     | Tulane              |
| 19     | Paul Unruh      | Stati Uniti | Indianapolis Olympians | Bradley             |
| 20     | George Stanich  | Stati Uniti | Rochester Royals       | UCLA                |
| 21     | Hal Haskins     | Stati Uniti | Minneapolis Lakers     | Hamline             |
| 22     | Gerry Calabrese | Stati Uniti | Syracuse Nationals     | St. John's          |

## Giocatori scelti al 3º giro
| Scelta | Giocatore        | Nazionalità | Squadra NBA            | Scuola/ex squadra    |
| ------ | ---------------- | ----------- | ---------------------- | -------------------- |
| 23     | Bob Donham       | Stati Uniti | Boston Celtics         | Ohio State           |
| 24     | Dick Dickey      | Stati Uniti | Baltimore Bullets      | North Carolina State |
| 25     | Buddy Cate       | Stati Uniti | Philadelphia Warriors  | Western Kentucky     |
| 26     | Clarence Brannum | Stati Uniti | Tri-Cities Blackhawks  | Kansas State         |
| 27     | Alan Sawyer      | Stati Uniti | Washington Capitols    | UCLA                 |
| 28     | Lou Watson       | Stati Uniti | Chicago Stags          | Indiana              |
| 29     | Stan Weber       | Stati Uniti | New York Knicks        | Bowling Green        |
| 30     | Art Burris       | Stati Uniti | Fort Wayne Pistons     | Tennessee            |
| 31     | Chuck Mrazovich  | Stati Uniti | Indianapolis Olympians | Eastern Kentucky     |
| 32     | Bob Roper        | Stati Uniti | Rochester Royals       | John Carroll         |
| 33     | Howie Williams   | Stati Uniti | Minneapolis Lakers     | Purdue               |
| 34     | Stan Christie    | Stati Uniti | Syracuse Nationals     | Southern California  |

## Giocatori scelti nei giri successivi con presenze nella NBA
| Scelta | Giocatore       | Nazionalità | Squadra NBA            | Scuola/ex squadra     |
| ------ | --------------- | ----------- | ---------------------- | --------------------- |
| 39     | Tommy O'Keefe   | Stati Uniti | Washington Capitols    | Georgetown            |
| 40     | Ken Murray      | Stati Uniti | Chicago Stags          | St. Bonaventure       |
| 45     | Bud Grant       | Stati Uniti | Minneapolis Lakers     | Minnesota             |
| 48     | Norm Mager      | Stati Uniti | Baltimore Bullets      | CCNY                  |
| 49     | Ike Borsavage   | Stati Uniti | Philadelphia Warriors  | Temple                |
| 50     | Cal Christensen | Stati Uniti | Tri-Cities Blackhawks  | Toledo                |
| 51     | Claude Overton  | Stati Uniti | Washington Capitols    | East Central          |
| 57     | Ed Beach        | Stati Uniti | Minneapolis Lakers     | West Virginia         |
| 59     | Mo Mahoney      | Stati Uniti | Boston Celtics         | Brown                 |
| 67     | Ralph O'Brien   | Stati Uniti | Indianapolis Olympians | Butler                |
| 79     | Leon Blevins    | Stati Uniti | Indianapolis Olympians | Arizona               |
| 81     | Joe Hutton      | Stati Uniti | Minneapolis Lakers     | Hamline               |
| 88     | George King     | Stati Uniti | Chicago Stags          | Charleston            |
| 98     | Nate DeLong     | Stati Uniti | Tri-Cities Blackhawks  | Wisconsin-River Falls |
| 99     | Earl Lloyd      | Stati Uniti | Washington Capitols    | West Virginia State   |